# Boj za záchranu velryb
Boj za záchranu velryb (nebo také Lovci velryb a Boj o velryby) je americký dokumentární pořad, který se vysílal na stanici Animal Planet v letech 2007 až 2015. Celkově bylo odvysíláno 56 epizod v sedmi sériích. Vznikl také spin-off se jménem Boj o velryby - Pobřeží vikingů.

## Děj
Pořad se věnuje aktivitám neziskové organizace Sea Shepherd, která se dlouhodobě zasazuje o ochranu velryb a dalších mořských živočichů. Pořad se věnuje jejich snaze zastavit lov velryb v Jižním oceánu. Hlavním účinkujícím je ekologický aktivista Paul Watson, který tuto organizaci založil. 

## Seznam dílů
| Řada | Díly | Premiéra v USA    | Premiéra v USA    |
| Řada | Díly | První díl         | Poslední díl      |
| ---- | ---- | ----------------- | ----------------- |
| 1    | 7    | 7. listopadu 2008 | 19. prosince 2008 |
| 2    | 11   | 5. června 2009    | 21. srpna 2009    |
| 3    | 14   | 4. června 2010    | 6. září 2010      |
| 4    | 12   | 3. června 2011    | 12. srpna 2011    |
| 5    | 8    | 27. dubna 2012    | 18. května 2012   |
| 6    | 1    | 13. prosince 2013 | 13. prosince 2013 |
| 7    | 3    | 2. ledna 2015     | 2. ledna 2015     |